# 10680 Ermakov
10680 Ermakov è un asteroide della fascia principale. Scoperto nel 1979, presenta un'orbita caratterizzata da un semiasse maggiore pari a 2,2792284 UA e da un'eccentricità di 0,1361215, inclinata di 3,92533° rispetto all'eclittica.